# Моргентау, Роберт
Роберт Моррис Моргентау (англ. Robert Morris Morgenthau, 1919 — 2019) — американский юрист.

## Биография
Родился в известной еврейской семье, эмигрировавшей из Бадена в 1866 году. Он был сыном Элинор Моргентау (урождённой Фэтман) и Генри Моргентау (младшего). Его прадедом по материнской линии был Мейер Леман, соучредитель Lehman Brothers. Его дед, Генри Моргентау (старший), был послом США в Османской империи во время Первой мировой войны, а бабушка по отцовской линии родилась в Монтгомери, штат Алабама.
После окончания нескольких учебных заведений поступил на службу в ВМС США, где прослужил четыре с половиной года во время Второй мировой войны, получил звание лейтенант-коммандера и служил старшим офицером на авианосцах USS Lansdale (DD-426) и USS Harry F. Bauer. Награждён боевыми наградами, в частности бронзовой звездой, за участие в боевых действиях. После войны продолжил юридическое образование. Присоединился к нью-йоркской юридической фирме Patterson Belknap Webb & Tyler, став партнёром в 1954 году.
В 1961 президентом США Д. Ф. Кеннеди назначен прокурором Южного округа Нью-Йорка. С 1975 и до выхода на пенсию в 2009 году был окружным прокурором округа Нью-Йорк (район Манхэттена), проработал окружным прокурором дольше всех в истории штата Нью-Йорк. В 2010 году присоединился к юридической фирме Wachtell, Lipton, Rosen & Katz.
Умер в больнице Ленокс Хилл после непродолжительной болезни. Ему не хватило десяти дней до своего 100-летия, похоронен на кладбище Маунт-Плезант в Нью-Йорке.